# گنوپلات
گنوپلات یک نرم‌افزار خط‌فرمانی (command-line) آزاد و متن‌باز برای ساختن نمودارهای دو و سه‌بعدی از توابع و داده‌ها است. این برنامه که روی بیشتر سیستم‌عامل‌ها اجرا می‌شود، پیشینه‌ای دراز دارد که به سال ۱۹۸۶ بازمی‌گردد.
گنوپلات می‌تواند خروجی‌اش را مستقیماً نشان دهد، یا در قالب‌های گوناگونی ذخیره کند، مانند PNG, EPS, SVG, JPEG و… گنوپلات می‌تواند خروجی لاتک نیز بسازد که مستقیماً در نوشتار لاتک به کار رود و از ویژگی‌های قدرتمند لاتک در فرمول‌نویسی بهره ببرد. راهنماهای کاملی در اینترنت برای گنوپلات وجود دارد. نرم‌افزارهایی مانند مکسیما و اکتاو برای کشیدن نمودار از گنوپلات بهره می‌برند.
با وجود پیشوند «گنو» در نام گنوپلات، این نرم‌افزار ربطی به پروژهٔ گنو ندارد و مجوزش هم GPL نیست. با این وجود، برخی از برنامه‌های پروژهٔ گنو از گنوپلات به عنوان موتور رسم نمودار بهره می‌برند. مجوز گنوپلات اجازه می‌دهد که آن را کپی یا تغییر دهند، ولی نسخه‌های تغییریافته فقط می‌توانند به شکل پرونده‌های patch توزیع شوند.

## کاربرد گنوپلات
گنوپلات را در لینوکس می‌توان با فرمان gnuplot در ترمینال، و در ویندوز با اجرای پروندهٔ wgnuplot.exe اجرا کرد.

### کشیدن نمودار
ساده‌ترین دستور گنوپلات می‌تواند یک یا چند تابع ریاضی را بکشد:
```
plot sin(x), cos(x)
```

کشیدن داده‌های یک پروندهٔ متنی نیز به همین سادگی است:
```
plot "data.txt"
```

برای کشیدن نمودارهای پیچیده‌تر کافی است که پارامترهای لازم را به ادامهٔ دستور plot بیفزاییم، مانند دستور زیر:
```
plot "besselJ.dat" using 1:2 title "J_0(x)" with lines linewidth 2
```

### برازش داده‌ها
گنوپلات ابزار قدرتمندی برای برازش (fit) داده‌ها روی توابع دلخواه دارد. با دستور زیر می‌توان مجموعهٔ داده‌های یک پرونده را روی تابعی با پارامترهای دلخواه برازش کرد و بهترین مقدار را برای پارامترها به دست آورد.
```
fit a*cos(b*x)+c "data.txt" via a, b, c
```

می‌توان مجموعه‌ای از دستورها پی‌درپی گنوپلات را در یک پرونده ذخیره کرد و با فراخواندن آن پرونده، نمودارهای پیچیده را به سرعت کشید.